# John Joseph Fitzpatrick
John Joseph Fitzpatrick (* 12. Oktober 1918 in Trenton, Ontario, Kanada; † 15. Juli 2006) war ein kanadischer Geistlicher und römisch-katholischer Bischof von Brownsville.

## Leben
John Joseph Fitzpatrick empfing am 13. Dezember 1942 das Sakrament der Priesterweihe.
Papst Paul VI. ernannte ihn am 24. Juni 1968 zum Titularbischof von Cenae und zum Weihbischof in Miami. Die Bischofsweihe spendete ihm der Erzbischof von Miami, Coleman Francis Carroll, am 28. August desselben Jahres; Mitkonsekratoren waren der Koadjutorbischof von Nashville, Joseph Aloysius Durick, und Weihbischof Joseph Louis Bernardin aus Atlanta.
Am 27. April 1971 wurde er zum Bischof von Brownsville ernannt und am 28. August desselben Jahres in das Amt eingeführt. 
Am 30. November 1991 nahm Papst Johannes Paul II. seinen Rücktritt an.